# Андре Терів
Андре Терів (нар. 19 червня 1891, Лімож — пом. 4 червня 1967, Париж) — французький журналіст, письменник, літературний критик, есеїст і філолог-пурист.

## Біографія
Роже Пютост, псевдонім Андре Терів, був літературним критиком щоденної газети Le Temps (Франція). Написав численні романи (у стилі літературного популізму) та праці з історії літератури. Як учасник Першої світової війни він опублікував спогади, а також займався проблемою колабораціонізму.
У філології Терів відомий як войовничий мовний пурист, який у книзі Le français, langue morte? (Париж 1923) закликав до заморожування писемної французької мови до мертвої мови, що було кульмінацією металінгвістичної відірваності від життя французького пуризму, який до сьогодні втілює Французька академія.

## Твори

### Мовний пуризм
- Le Français, langue morte ? , Париж 1923
- (з Жаком Буленже) Les Soirées du Grammaire-club, Париж 1923
- Querelles de langage, 3 томи. , Париж 1929—1940
- Libre histoire de la langue française, Paris 1954
- Clinique du Langage, Париж, 1956 рік
- Процес мови, Париж 1962

### Романи та оповідання
- L'expatrié. Роман, Париж 1921
- Le Voyage de M. Renan. Роман, Париж 1922
- Le plus grand péché, Париж 1924 (Les Cahiers verts)
- Помста. Роман, Париж 1925
- Les Souffrances perdues, роман, Париж, 1927
- Sans ame. Роман, Париж 1928
- Le charbon ardent, Париж 1929
- Анна. Роман, Париж 1932
- Fils du jour. Роман, Париж 1936
- Coeurs d'occasion, Париж 1937
- La fin des haricots. Роман, Париж 1938
- Tendre Paris, Париж 1944
- Come un voleur. Роман, Женева 1947
- (Псевдонім: Zadoc Monteil), Франкфор-сюр-Уаз, роман, Париж 1947
- Les voix ти співав. Histoire vraie, Париж 1955
- L'Homme fidèle, Париж 1963
- Барон де Пай, Париж 1965

### Християнство
- Les portes de l'enfer, Париж 1924
- Le troupeau galeux. Справжня хроніка Антуанетти Буріньон, Париж 1934
- Christianisme et lettres modernes 1715—1880, Париж 1958 (італ.: Катанія 1959)
- Entours de la foi, Париж 1966

### Опрацювання сучасного історичного досвіду
- Frères d'armes, Париж 1930
- Noir et or, Париж 1930 (воєнні спогади)
- Chantiers d'Europe, Париж, 1933 рік
- (Псевдонім: Ромен Мотьє), Traité de la délation, Париж 1947
- L'envers du décor 1940—1944, Париж 1948
- (Псевдонім: Candidus d'Isaurie), Vie de Phocion, Париж 1948
- (Псевдонім: Ромен Мотьє), Traité de l'intolérance, Париж 1948
- Essai sur les trahisons. Передмова Раймона Арона, Париж 1951
- Écrevisse de rempart. La défaite de Verdun, Авіньйон 1969

### Історія літератури та інше
- (ред.) Гі Патен, Lettres du temps de la Fronde, Париж 1921
- (ред.) Шарль Сорель, La jeunesse de Francion. Тексти з 1626, Париж 1922
- Poèmes d'Aminte. Odes et élégies, Париж 1922
- Ж.-К. Гюїсманс. Син творчості. Document pour l'histoire de la littérature française, Париж, 1924 р.
- Georges Duhamel, ou l'Intelligence du cœur, Париж 1925
- (Редактор і перекладач) Walahfrid Strabo, Le Jardinet de Gaufroy le Louche, traduit en français, Abbeville 1925, Paris 2008
- Le Retour d'Amazan або Une histoire des lettres françaises, Париж 1925 (1926: ou Une Histoire de la littérature française)
- Opinions littéraires, Париж 1925
- (ред.) Histoire du Chevalier Des Grieux et de Manon Lescaut, абат Прево, Париж 1926
- Нариси про Абеля Германта, Париж 1927
- Ле Лімузен, Париж, 1927 рік
- Du Siècle romantique, Париж 1927
- Critiques et essayistes, Париж 1928
- Blason de la Pologne, Париж 1929
- (ред.) Парнас, Париж, 1929 рік
- Supplement aux Caractères, ou Moeurs de ce siècle, de La Bruyère, Paris 1930
- Parisiennes sur les divertissements et l'amour, Paris 1930
- Galerie de ce temps [Colette, J. Benda, A. Gide, H. Béraud, H. de Monterlant, P. Mille, G. Bernanos, J. Green, L. Lemonnier, E. Bove, C.-F. Ramuz, H. Duvernois], Париж, 1931
- (ред.) Некласична антологія античних поетів Греки, Париж 1934
- Крістіан Моргенштерн. П'єро пенду. Trente «Gallows Songs» transposés en français, Париж 1943
- Часові моралісти: Моріс Метерлінк, Жюльєн Бенда, Луї Лавель, Анрі де Монтерлан, Андре Жид, Луї Дім'є, Жорж Бернанос, Париж 1948, 1958
- (Перекладач) Wilhelm Busch, Max et Maurice ou Les sept mauvais tours deux petits garçons, Париж 1952, Мюнхен 1965
- Клотільда де Во або смерть смерті, Париж 1957
- La foire littéraire, Париж 1963
- Йоріс Карл Гюїсманс. Вступ і вибір текстів, Париж 1965
- Procès de litterature, Брюссель, 1970